# Gaoxu (köpinghuvudort i Kina, Jiangsu Sheng, lat 34,33, long 119,01)
Gaoxu är en köpinghuvudort i Kina. Den ligger i provinsen Jiangsu, i den östra delen av landet, omkring 250 kilometer norr om provinshuvudstaden Nanjing. Antalet invånare är 26 663. Befolkningen består av 13 217 kvinnor och 13 446 män. Barn under 15 år utgör 19,0 %, vuxna 15-64 år 68 %, och äldre över 65 år 11,0 %.
Runt Gaoxu är det tätbefolkat, med 790 invånare per kvadratkilometer. Närmaste större samhälle är Dougou, 11,4 km sydost om Gaoxu. Trakten runt Gaoxu består till största delen av jordbruksmark.
Genomsnittlig årsnederbörd är 1 072 millimeter. Den regnigaste månaden är juli, med i genomsnitt 287 mm nederbörd, och den torraste är januari, med 12 mm nederbörd.